# Narrativ terapi
Narrativ terapi eller narrativ psykoterapi er en tilgang inden for psykoterapi, der fokuserer på de narrativer (historier), som en person fortæller om sit liv, og hvordan disse narrativer påvirker deres opfattelse af sig selv, deres problemer og deres muligheder for forandring. I narrativ terapi ses problemer ikke som indlejret i individet, men som separate fra dem, hvilket giver mulighed for at skabe afstand og udforske alternative perspektiver.
Narrativ terapi fremhæver vigtigheden af at undersøge de dominerende narrativer, som en person fortæller om sig selv, for at skabe mere ressourcefulde narrativer. Terapeuten fungerer som en medfortæller og samarbejdspartner, der hjælper klienten med at genfortolke deres narrativer på en måde, der fremmer fremtidige muligheder.
Narrativ terapi er ikke fokuseret på at give klienter specifikke redskaber eller teknikker til at håndtere deres problemer. I stedet er narrativ terapi mere orienteret mod at udforske og omstrukturere klientens livshistorie og identitet gennem dialog og refleksion.

## Målgruppe
Målgruppen for narrativ terapi omfatter enkeltpersoner, par, familier og grupper, som ønsker at udforske deres livshistorier og arbejde på at skabe forandringer.
Narrativ terapi er velegnet til en bred vifte af mennesker, der ønsker at udforske deres livshistorier eller forbedre deres relationer. Tilgangen egner sig mindre til akutte kriser eller til mennesker, der har behov for medicinsk intervention, mangler engagement i terapi, har behov for en struktureret tilgang eller søger redskaber eller hurtige eller enkle problemløsninger.

## Historie
Narrativ terapi blev udviklet af de australske terapeuter Michael White og David Epston i 1980'erne. De to terapeuter var inspireret af postmodernistiske og socialkonstruktionistiske ideer og begyndte at udforske, hvordan historiefortælling kunne anvendes som en terapeutisk tilgang til at hjælpe mennesker med at forstå deres livsfortællinger på nye måder.

## Teoretisk grundlag
Det teoretiske grundlag for narrativ terapi er baseret på en række forskellige teoretiske perspektiver, herunder:

### Konstruktivisme
Narrativ terapi er forankret i konstruktivistisk teori, som postulerer, at vores forståelse af virkeligheden er konstrueret gennem vores interaktioner med verden og de fortællinger, vi fortæller om vores liv. Blandt de teoretikere, der har inspireret narrativ terapi, er Jerome Bruner. Han var en amerikansk psykolog, der bidrog til udviklingen af konstruktivistiske ideer inden for uddannelse og kognitiv psykologi. Han fokuserede på betydningen af historiefortælling og narrativer i læring og forståelse.

### Socialkonstruktionisme
Dette perspektiv betoner betydningen af sociale og kulturelle kontekster i dannelsen af vores identitet og forståelse af verden. Narrativ terapi anerkender, at vores historier og identiteter formes i samspil med vores sociale omgivelser.

### Postmodernisme
Narrativ terapi trækker også på postmoderne filosofi, som stiller spørgsmålstegn ved idéen om en fast, objektiv sandhed og i stedet fokuserer på mangfoldigheden af fortællinger og perspektiver.

### Systemisk teori
Narrativ terapi anerkender betydningen af systemer og relationer i vores liv og hvordan disse påvirker vores oplevelse af os selv og vores problemer. Det inkluderer også anerkendelse af magtrelationer og sociale strukturer. Blandt de teoretikere der har haft indflydelse på narrativ terapi er Gregory Bateson, som var en antropolog og sociolog, der udviklede kybernetiske idéer om kommunikation og mønstre i sociale systemer. Hans arbejde påvirkede forståelsen af, hvordan kommunikation og interaktioner former menneskelige relationer.

## Former for narrativ terapi

### Individuel narrativ samtaleterapi
Denne tilgang lægger vægt på den konkrete samtale mellem terapeuten og klienten og betoner vigtigheden af at skabe et rum for åben dialog og udforskning af klientens oplevelser og perspektiver.

### Narrativ gruppe- og familieterapi
I denne tilgang anvendes narrativ terapi i gruppesammenhæng, hvor klienter deler og udforsker deres historier i en støttende og forstående gruppekontekst. På samme måde kan det også anvendes i familieterapi, hvor hele familien deltager i at genfortælle og omstrukturere familiens narrative.

## Tilgange
Inden for narrativ terapi er der forskellige retninger eller tilgange, som terapeuter kan vælge at følge, selvom den overordnede filosofi og tilgang forbliver den samme. Nogle af de mest fremtrædende retninger inden for narrativ terapi inkluderer:

### Postmodernistisk narrativ terapi
Denne tilgang er grundlagt af terapeuter som Michael White og David Epston og fokuserer på at udfordre og dekonstruere dominerende fortællinger og identiteter. Det sigter mod at styrke klienternes evne til at skabe alternative og mere empowerende fortællinger om deres liv. Tilgangen bygger på postmodernistiske og socialkonstruktionistiske teorier og betragter virkeligheden som socialt konstrueret gennem sprog og kommunikation.

### Kritisk narrativ terapi
Denne tilgang inddrager en kritisk analyse af magtstrukturer og sociale normer, der kan forme klientens liv og identitet. Terapeuten og klienten udforsker og udfordrer de underliggende magtrelationer og sociale konstruktioner, der påvirker klientens oplevelse af sig selv og deres problemer.
Tilgangen kombinerer elementer fra socialkonstruktionisme, poststrukturalisme og marxistisk teori for at udfordre samfundets underliggende magtstrukturer og uligheder. Terapeuter som David Denborough har været centrale i udviklingen af denne tilgang, der søger at skabe social retfærdighed og politisk bevidsthed gennem narrativ praksis

### Poststrukturalistisk narrativ terapi
Denne tilgang udspringer af poststrukturalistiske filosofier og fokuserer på at dekonstruere og undersøge magtrelationer og diskurser, der former vores oplevelse og forståelse af virkeligheden. Filosofer som Michel Foucault har haft indflydelse på denne tilgang, der fremhæver vigtigheden af at udfordre dominerende narrativer og konstruere alternative forståelser af identitet og virkelighed.

### Spirituel narrativ terapi
Dette er en tilgang, der kombinerer elementer fra narrativ terapi med spirituelle perspektiver. Denne tilgang søger at integrere klienternes åndelige dimension i det terapeutiske arbejde og hjælpe dem med at udforske og forstå deres åndelige rejse i sammenhæng med deres livshistorie og identitet. Terapeuten kan bruge narrativ terapi til at hjælpe klienterne med at udforske og omstrukturere deres åndelige fortællinger på en måde, der fremmer vækst og helbredelse. Det tilbyder en holistisk tilgang til terapi, der både adresserer klientens psykologiske og åndelige behov.

## Danmark
I Danmark anvendes narrativ terapi af psykologer, psykoterapeuter og andre terapeutiske fagfolk i både offentlige og private praksisser. Der undervises blandt andet i narrativ terapi ved DISPUK, som står for Dansk Institut for Supervision, Personaleudvikling, Undervisning & Konsultation.
Blandt de danskere, som har gjort tilgangen udbredt, er Anette Holmgren, der har udgivet bogen Terapifortællinger. Hendes bog er en generel indføring i narrativ terapi, og hun har også skrevet mere specifikt om blandt andet narrativ terapi til unge. Holmgren er uddannet psykolog, og hun er stifter af Center for Narrativ terapi. En anden fremtrædende danske på området er Allan Holmgren, der blandt andet har skrevet om narrativ familieterapi.

## Kritik
Nogle kritikere mener, at narrativ terapi er for ensidig i sin tilgang, idet den overfokuserer på fortællinger og narrativer som den primære måde at forstå og håndtere problemer på. Dette kan udelukke andre relevante faktorer eller dimensioner i en persons liv. Kritikere hævder desuden, at narrativ terapi kan være reducerende ved at fremhæve fortællinger som den primære kilde til forståelse af menneskelige problemer og oplevelser. Dette kan oversimplificere komplekse menneskelige erfaringer og undervurdere andre relevante faktorer.
Hermeneutisk kritik peger på, at narrativ terapi ikke altid tager tilstrækkeligt højde for den fortolkningsproces, der ligger bag dannelsen af fortællinger. Det er vigtigt at anerkende, at fortællinger ikke er objektive afbildninger af virkeligheden, men snarere subjektive konstruktioner, der formes af sociale, kulturelle og historiske kontekster.